# Église d'Eurajoki
 (mars 2024).
L'église d'Eurajoki (finnois : Eurajoen kirkko) est un édifice situé à  Eurajoki en Finlande.

## Description
L'église peut accueillir 600 personnes.
Les orgues  à 30 jeux ont été livrées en 1969 par la  Fabrique d'orgues de Kangasala.